# Саборна црква Архангела Михаила (Ситка)
Саборна црква Архангела Михаила (енгл. St. Michael's Cathedral, рус. Собор Архангела Михаила) храм је Аљаске епархије Православне цркве у Америци, који се налази у граду Ситка, у савезној држави Аљаска, САД.
Најстарија православна катедрала у Новом свету, изграђена је у 19. веку, када је Аљаска била под контролом Русије, иако је ова грађевина изгорела 1966. године. После 1872. године, саборна црква је дошла под контролу Аљаске епархије. Проглашена је за национални историјски споменик 1962. године, значајан као важно наслеђе руског утицаја у Северној Америци и југоисточној Аљасци.